# アフォンソ・アウヴェス・マルチンス・ジュニオール
アフォンソ・アウヴェス・マルチンス・ジュニオール（Afonso Alves Martins Júnior、1981年1月30日 - ）は、ブラジル・ミナスジェライス州ベロオリゾンテ出身の元サッカー選手。ポジションはフォワード。
父親はアフリカ系、母親はポルトガル系である。7歳上の兄アレクサンデル・アウヴェスはクルゼイロなどでプレーした元サッカー選手である。フリーキックも得意である。

## 経歴
10歳の時に出場したサッカー大会で活躍し、アトレチコ・ミネイロに入団した。11歳の時に父親が心臓麻痺で急死し、家計が苦しくなったため、いっそう真剣に練習に励むようになった。アトレチコ・ミネイロのU-13チームではセンターバックだったが、U-15チームではボランチ、U-17チームでは左サイドハーフにコンバートされた。16歳の時にU-17ブラジル代表に招集され、その3年後にはU-20ブラジル代表に招集されたが、U-17世界選手権やワールドユースなどのビッグトーナメントには出場していない。17歳の時には交際していた女性との間に男児を授かったが、彼女とは破局したため、自身が子どもを引き取って未婚の父となった。
20歳でアトレチコ・ミネイロとプロ契約したが、ほとんど出場機会は与えられず、2002年1月にスウェーデンのエルグリーテISにレンタル移籍した。なお、兄アレクサンデルもスウェーデンリーグでのプレー経験がある。エルグリーテISでフォワードにコンバートされ、1年目から18試合13得点の大活躍を見せた。2003年シーズンも二桁得点し、同国の強豪マルメFFに引き抜かれた。2004年シーズンにリーグ優勝を果たし、リーグ最優秀選手に輝いた。2004年、2005年と2年連続で得点王を獲得するなど4年間でリーグ通算52得点という記録を残した。

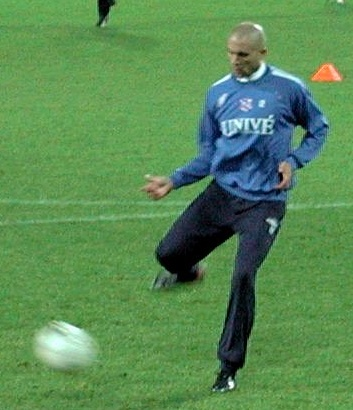
ヘーレンフェーン時代のアウヴェス

2006年シーズン途中、オランダのSCヘーレンフェーンへクラブ史上最高額となる450万ユーロで移籍。すると、1年目ながらハイペースで得点を重ね、シーズン途中の怪我により31試合の出場に留まりながらも34得点を記録。得点王に輝き、ビッグクラブから大きな注目を集めた。
母国ブラジルで彼の活躍が話題になることはなかったが、ドゥンガ監督率いるブラジル代表に初招集され、2007年6月1日、イングランドとの親善試合で代表デビュー。コパ・アメリカ2007では3試合に途中出場した。9月12日、親善試合のメキシコ戦で代表初ゴールを挙げた。2007年10月7日、エールディヴィジ第7節ヘラクレス・アルメロ戦で1試合7得点を記録した（それまでの1試合の最多得点記録はマルコ・ファン・バステンの6点で最多得点記録を更新した）。また、チームも9-0で大勝している。
2008年1月31日、欧州の移籍市場閉鎖直前にミドルズブラFCへの移籍が決定した。契約期間は4年半。移籍金は明らかにされていないものの、ミドルズブラ史上最高額と報道されている。しかしながら、ミドルズブラでは移籍金に見合った活躍は見せておらず、DFのタックルで簡単に倒れることもしばしばあった。今後の課題はエゴが強いプレースタイルを改善することである。
2009年9月4日、カタールのアル・サッドに3年契約、約600万ユーロの移籍金で移籍。2010年1月31日、アル・ラーヤンSCにレンタル移籍し、17試合で18ゴールを挙げた。5月に完全移籍を果たした。

## 所属クラブ
- アトレチコ・ミネイロ　1997-2002
- エルグリーテIS　2002-2004
- マルメFF　2004-2006
- SCヘーレンフェーン　2006-2008
- ミドルズブラFC　2008-2009
- アル・サッド 2009-2010

→ アル・ラーヤンSC 2010 (loan)
- アル・ラーヤンSC 2010-2012
- アル・ガラファ 2012-2013

## 個人成績
| クラブ             | シーズン | リーグ戦 | リーグ戦 | カップ戦 | カップ戦 | 欧州カップ戦 | 欧州カップ戦 | 合計 | 合計   |
| クラブ             | シーズン | 試合     | ゴール   | 試合     | ゴール   | 試合         | ゴール       | 試合 | ゴール |
| ------------------ | -------- | -------- | -------- | -------- | -------- | ------------ | ------------ | ---- | ------ |
| エルグリーテIS     | 2002     | 18       | 13       | 0        | 0        | -            | -            | 18   | 13     |
| エルグリーテIS     | 2003     | 21       | 10       | 3        | 3        | 2            | 2            | 26   | 15     |
| エルグリーテIS     | 合計     | 39       | 23       | 3        | 3        | 2            | 2            | 44   | 28     |
| マルメFF           | 2004     | 24       | 12       | 1        | 0        | 2            | 0            | 27   | 12     |
| マルメFF           | 2005     | 24       | 14       | 3        | 0        | 6            | 3            | 33   | 17     |
| マルメFF           | 2006     | 7        | 3        | 0        | 0        | 0            | 0            | 7    | 3      |
| マルメFF           | 合計     | 55       | 29       | 4        | 0        | 8            | 3            | 67   | 32     |
| SCヘーレンフェーン | 2006–07  | 31       | 34       | 1        | 0        | 6            | 3            | 38   | 37     |
| SCヘーレンフェーン | 2007–08  | 6        | 11       | 1        | 0        | 1            | 0            | 8    | 11     |
| SCヘーレンフェーン | 合計     | 37       | 45       | 2        | 0        | 7            | 3            | 46   | 48     |
| ミドルズブラFC     | 2007–08  | 11       | 6        | 3        | 0        | 0            | 0            | 14   | 6      |
| ミドルズブラFC     | 2008–09  | 31       | 4        | 1        | 3        | 1            | 0            | 33   | 7      |
| ミドルズブラFC     | 合計     | 42       | 10       | 4        | 3        | 1            | 0            | 47   | 13     |
| アル・サッド       | 2009–10  |          |          |          |          |              |              |      |        |
| アル・サッド       | 合計     |          |          |          |          |              |              |      |        |
| 合計               | 合計     | 173      | 107      | 13       | 6        | 18           | 8            | 204  | 121    |

## タイトル
クラブ
- マルメFF
  - アルスヴェンスカン 2004
- アル・ラーヤン
  - アミールカップ 2010
  - クラウンプリンスカップ 2012

代表
- ブラジル代表
  - コパ・アメリカ 2007

個人
- オランダエールディヴィジ得点王 34得点 2006-07
- オランダ年間最優秀選手賞 2007
- AFCカップ得点王 9得点 2010